# كارل فون روكس
كان كارل فون روكس (7 مايو 1880 - 24 ديسمبر 1949) جنرالًا ألمانيًا ومجرم حرب خلال الحرب العالمية الثانية الذي قاد المنطقة الخلفية لمجموعة الجيوش خلف مجموعة الجيش الجنوبية. بعد الحرب، حُكم على روكيس بالسجن 20 سنة في محاكمة القيادة العليا. توفي عام 1949 وهو يقضي عقوبته.

## مسار مهني مسار وظيفي
ولد كارل فون روكيس في عائلة ألمانية نبيلة من هوغونوتيون. دخل الجيش الإمبراطوري الألماني في عام 1899. خلال الحرب العالمية الأولى، عمل روكيس في أدوار الموظفين في العديد من الفرق. بحلول نهاية الحرب تمت ترقيته إلى رائد. بعد الهدنة، ظل روكيس في الرايخويهر، وخدم في وزارة الحرب، ثم في أدوار الأركان والقيادة في الجيش. اعتبارًا من عام 1934، عمل روكيس كرئيسًا للأركان ثم رئيس جمعية الرايخ لاحتياطات الغارات الجوية. في أكتوبر 1938، تم استدعاؤه إلى الخدمة الفعلية في لوفتفافه برتبة ملازم عام. في يونيو 1939، غادر روكيس لوفتفافه برتبة جنرال.

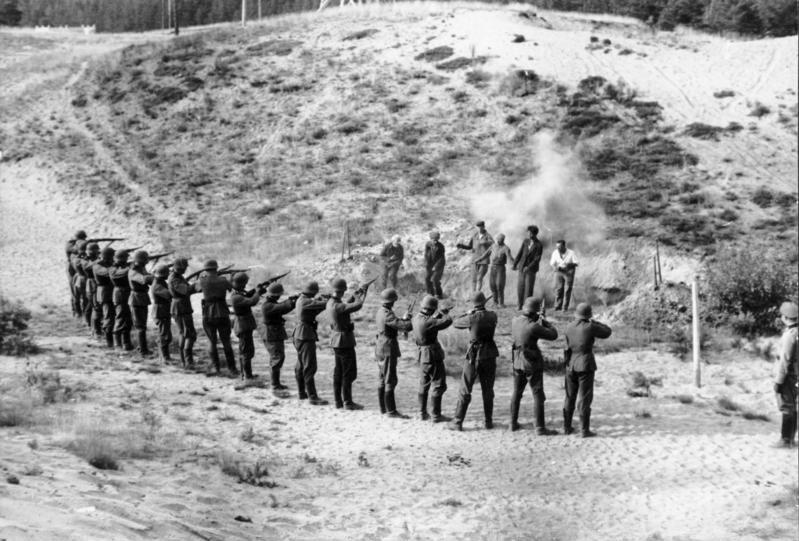
إعدام بارتزيان مزعومين من قبل الجنود الألمان، سبتمبر 1941

## المحاكمة والإدانة
بعد الاستسلام الألماني، تم اعتقال روكيس وحوكم في محاكمة القيادة العليا . حُكم عليه بالسجن 20 سنة. انتقل لأسباب تتعلق بسوء حالته الصحية من سجن لاندسبرغ إلى مستشفى في نورنبيرغ، توفي هناك في 24 ديسمبر 1949.

## روابط خارجية
- US Military Tribunal Nuremberg (1948). "High Command Trial, Judgment of 27 October 1948" (PDF). مؤرشف من الأصل (PDF) في 2018-04-18. اطلع عليه بتاريخ 2016-05-30. {{استشهاد ويب}}: الوسيط |ref=harv غير صالح (مساعدة)